# Moshé Smilanski
Moshé Smilanski (משה סמילנסקי) est un écrivain de langue hébraïque, agriculteur en Israel aux débuts de l'idéologie sioniste. Il compte parmi les leaders de l'association des agriculteurs en Terre d'Israël, Hitahdout Haïkarim.

## Biographie
Moshé Smilanski naît en Ukraine le 24 février 1874 et émigre en Israël en 1890, où il s'installe à Rehovot et y devient agriculteur.
Il participe activement à l'acquisition de terres en Israël et, parallèlement, rédige de nombreux articles et romans sur la vie quotidienne des pionniers juifs comme sur celle de la population arabe. Smilanski publie l'hebdomadaire Boustanaï, organe d'expression de la Hitahdout Haïkarim.
Moshé Smilanski meurt le 6 octobre 1953. Le moshav Nir-Moshé, dans le Nord du Néguev, rappelle son souvenir.